# Плавання на Чемпіонаті світу з водних видів спорту 1998
Змагання з плавання на Чемпіонаті світу з водних видів спорту 1998 відбулися на Челлендж-Стедіумі в Перті (Австралія).

## Допінг
Під час звичайної митної перевірки багажу китайської плавчині Юань Юань виявлено таку кількість гормону росту людини, якої було б досить, щоб забезпечити всю жіночу збірну з плавання протягом усього чемпіонату. Але санкції за цей випадок було накладено лише на Юань. Ходили навіть чутки, що таку поблажливість до решти членкинь китайської збірної можна пояснити тим, що 1993 року саме Китай висунув Хуана Антоніо Самаранча на здобуття Нобелівської премії миру. Зроблені в Перті тести показали ще й наявність забороненого сечогінного маскувального засобу триамтерину в сечі чотирьох плавчинь Ван Луни, І Чжан, Хуейдзюе Цай і Вей Ван. Плавчинь відсторонили від змагань на два роки, а трьох пов'язаних з ними тренерів, Чжи Чена, Хюцінь Сюя і Чжи Чена, - на три місяці.

## Таблиця медалей
*   Країна-господарка ( Австралія)
| Місце                | Країна                | Золото | Срібло | Бронза | Загалом |
| -------------------- | --------------------- | ------ | ------ | ------ | ------- |
| 1                    | США (USA)             | 14     | 5      | 5      | 24      |
| 2                    | Австралія (AUS)*      | 7      | 6      | 7      | 20      |
| 3                    | КНР (CHN)             | 3      | 2      | 2      | 7       |
| 4                    | Німеччина (GER)       | 1      | 4      | 3      | 8       |
| 5                    | Франція (FRA)         | 1      | 3      | 0      | 4       |
| 6                    | Нідерланди (NED)      | 1      | 2      | 2      | 5       |
| 7                    | Росія (RUS)           | 1      | 1      | 1      | 3       |
| 8                    | Україна (UKR)         | 1      | 1      | 0      | 2       |
| 9                    | Угорщина (HUN)        | 1      | 0      | 2      | 3       |
| 10                   | Коста-Рика (CRC)      | 1      | 0      | 0      | 1       |
| 10                   | Бельгія (BEL)         | 1      | 0      | 0      | 1       |
| 12                   | Японія (JPN)          | 0      | 2      | 3      | 5       |
| 13                   | Словаччина (SVK)      | 0      | 2      | 1      | 3       |
| 14                   | Італія (ITA)          | 0      | 2      | 0      | 2       |
| 15                   | Канада (CAN)          | 0      | 1      | 3      | 4       |
| 16                   | Швеція (SWE)          | 0      | 1      | 1      | 2       |
| 17                   | Велика Британія (GBR) | 0      | 0      | 2      | 2       |
| 18                   | Пуерто-Рико (PUR)     | 0      | 0      | 1      | 1       |
| Загалом (18 збірних) | Загалом (18 збірних)  | 32     | 32     | 33     | 97      |

## Медальний залік

### Чоловіки
| Дисципліна                      | Золото                                                                                      | Срібло                                                                                            | Бронза                                                                                     |
| ------------------------------- | ------------------------------------------------------------------------------------------- | ------------------------------------------------------------------------------------------------- | ------------------------------------------------------------------------------------------ |
| 50 м вільним стилем             | Білл Пілчук (USA) 22.29                                                                     | Олександр Попов (RUS) 22.43                                                                       | Майкл Клім (AUS) Рікардо Бускетс (PUR) 22.47                                               |
| 100 м вільним стилем            | Олександр Попов (RUS) 48.93CR                                                               | Майкл Клім (AUS) 49.20                                                                            | Ларс Фреландер (SWE) 49.53                                                                 |
| 200 м вільним стилем            | Майкл Клім (AUS) 1:47.41                                                                    | Массіміліано Росоліно (ITA) 1:48.30                                                               | Пітер ван ден Гогенбанд (NED) 1:48.65                                                      |
| 400 м вільним стилем            | Ян Торп (AUS) 3:46.29                                                                       | Ґрант Гаккетт (AUS) 3:46.44                                                                       | Пол Палмер (GBR) 3:48.02                                                                   |
| 1500 м вільним стилем           | Ґрант Гаккетт (AUS) 14:51.70                                                                | Еміліано Брембілья (ITA) 15:00.59                                                                 | Денієл Ковалскі (AUS) 15:03.94                                                             |
| 100 м на спині                  | Крайзельбург Ленні (USA) 55.00CR                                                            | Марк Версфелд (CAN) 55.17                                                                         | Штев Телоке (GER) 55.20                                                                    |
| 200 м на спині                  | Крайзельбург Ленні (USA) 1:58.84                                                            | Ральф Браун (GER) 1:59.23                                                                         | Марк Версфелд (CAN) 1:59.39                                                                |
| 100 м брасом                    | Фредерік Дебергґреве (BEL) 1:01.34                                                          | Цзен Цілян (CHN) 1:01.76                                                                          | Курт Ґроут (USA) 1:01.93                                                                   |
| 200 м брасом                    | Курт Ґроут (USA) 2:13.40                                                                    | Жан-Крістоф Сарнен (FRA) 2:13.42                                                                  | Норберт Рожа (HUN) 2:13.59                                                                 |
| 100 м батерфляєм                | Майкл Клім (AUS) 52.25CR                                                                    | Ларс Фреландер (SWE) 52.79                                                                        | Джефф Г'юджилл (AUS) 52.90                                                                 |
| 200 м батерфляєм                | Денис Силантьєв (UKR) 1:56.61                                                               | Франк Еспозіто (FRA) 1:56.77                                                                      | Том Малчов (USA) 1:57.26                                                                   |
| 200 м комплексом                | Марсел Вауда (NED) 2:01.18                                                                  | Ксав'є Маршан (FRA) 2:01.66                                                                       | Рон Карно (USA) 2:01.89                                                                    |
| 400 м комплексом                | Том Долан (USA) 4:14.95                                                                     | Марсел Вауда (NED) 4:15.53                                                                        | Кертіс Майден (CAN) 4:16.45                                                                |
| Естафета 4×100 м вільним стилем | Сполучені Штати Америки (USA) Скотт Такер Ніл Вокер Джон Олсен Ґері Голл-молодший 3:16.69CR | Австралія (AUS) Адам Пайн Річард Аптон Майкл Клім Кріс Фідлер 3:16.97                             | Росія (RUS) Роман Єгоров Денис Піманков Владислав Куликов Олександр Попов 3:18.45          |
| Естафета 4×200 м вільним стилем | Австралія (AUS) Майкл Клім Ґрант Гаккетт Ян Торп Денієл Ковалскі 7:12.48CR                  | Нідерланди (NED) Пітер ван ден Гогенбанд Марк ван дер Зейден Мартейн Зюйдвеґ Марсел Вауда 7:16.77 | Велика Британія (острів) (GBR) Пол Палмер Ґевін Медоус Ендрю Клейтон Джеймс Солтер 7:17.33 |
| Естафета 4×100 м комплексом     | Австралія (AUS) Метт Велш Філ Роджерс Майкл Клім Кріс Фідлер 3:37.98                        | Сполучені Штати Америки (USA) Крайзельбург Ленні Курт Ґроут Ніл Вокер Ґері Голл-молодший 3:38.56  | Угорщина (HUN) Аттіла Цене Норберт Рожа Петер Хорват Аттіла Зубор 3:39.53                  |

Легенда: WR – Світовий рекорд; CR – Рекорд чемпіонатів світу

### Жінки
| Дисципліна                      | Золото                                                                                             | Срібло                                                                                         | Бронза                                                                        |
| ------------------------------- | -------------------------------------------------------------------------------------------------- | ---------------------------------------------------------------------------------------------- | ----------------------------------------------------------------------------- |
| 50 м вільним стилем             | Емі Ван Дікен (USA) 25.15                                                                          | Зандра Фелкер (GER) 25.32                                                                      | Шань Їн (CHN) 25.36                                                           |
| 100 м вільним стилем            | Дженні Томпсон (USA) 54.95                                                                         | Мартіна Моравцова (SVK) 55.09                                                                  | Шань Їн (CHN) 55.10                                                           |
| 200 м вільним стилем            | Клаудія Полл (CRC) 1:58.90                                                                         | Мартіна Моравцова (SVK) 1:59.61                                                                | Джулія Ґревілл (AUS) 1:59.92                                                  |
| 400 м вільним стилем            | Чень Янь (CHN) 4:06.72                                                                             | Брук Беннетт (USA) 4:07.07                                                                     | Даґмар Газе (GER) 4:08.82                                                     |
| 800 м вільним стилем            | Брук Беннетт (USA) 8:28.71                                                                         | Даяна Мунц (USA) 8:29.97                                                                       | Кірстен Влігейс (NED) 8:32.34                                                 |
| 100 м на спині                  | Лія Лавлесс-Маурер (USA) 1:01.16                                                                   | Маі Накамура (JPN) 1:01.28                                                                     | Зандра Фелкер (GER) 1:01.47                                                   |
| 200 м на спині                  | Роксана Меречиняну (FRA) 2:11.26                                                                   | Даґмар Газе (GER) 2:11.45                                                                      | Маі Накамура (JPN) 2:12.22                                                    |
| 100 м брасом                    | Крісті Ковал (USA) 1:08.42                                                                         | Гелен Денмен (AUS) 1:08.51                                                                     | Лорен ван Остен (CAN) 1:08.66                                                 |
| 200 м брасом                    | Агнеш Ковач (HUN) 2:25.45CR                                                                        | Крісті Ковал (USA) 2:26.19                                                                     | Дженна Стріт (USA) 2:26.50                                                    |
| 100 м батерфляєм                | Дженні Томпсон (USA) 58.46CR                                                                       | Аярі Аояма (JPN) 58.79                                                                         | Петрія Томас (AUS) 58.97                                                      |
| 200 м батерфляєм                | Сьюзі О'Нілл (AUS) 2:07.93                                                                         | Петрія Томас (AUS) 2:09.08                                                                     | Місті Гаймен (USA) 2:09.98                                                    |
| 200 м комплексом                | У Яньянь (CHN) 2:10.88CR                                                                           | Чень Янь (CHN) 2:13.66                                                                         | Мартіна Моравцова (SVK) 2:14.26                                               |
| 400 м комплексом                | Чень Янь (CHN) 4:36.66                                                                             | Яна Клочкова (UKR) 4:38.60                                                                     | Ясуко Тадзіма (JPN) 4:39.45                                                   |
| Естафета 4×100 м вільним стилем | Сполучені Штати Америки (USA) Ліндсі Фарелла Барбара Бедфорд Емі Ван Дікен Дженні Томпсон 3:42.11  | Німеччина (GER) Зандра Фелкер Францишка ван Альмсік Зімоне Озіґус Катрін Майснер 3:43.11       | Австралія (AUS) Сара Раян Ребекка Кріді Енджела Кеннеді Сьюзі О'Нілл 3:43.71  |
| Естафета 4×200 м вільним стилем | Німеччина (GER) Францишка ван Альмсік Даґмар Газе Сільвія Шалаї Керстін Кільґас 8:01.46            | Сполучені Штати Америки (USA) Крістіна Тойшер Ліндсі Бенко Брук Беннетт Дженні Томпсон 8:02.88 | Австралія (AUS) Джулія Ґревілл Анна Віндзор Петрія Томас Сьюзі О'Нілл 8:04.19 |
| Естафета 4×100 м комплексом     | Сполучені Штати Америки (USA) Лія Лавлесс-Маурер Крісті Ковал Емі Ван Дікен Дженні Томпсон 4:01.93 | Австралія (AUS) Мередіт Сміт Гелен Денмен Петрія Томас Сьюзі О'Нілл 4:05.12                    | Японія (JPN) Маі Накамура Масамі Танака Аярі Аояма Суміка Мінамото 4:06.27    |

Легенда: WR – Світовий рекорд; CR – Рекорд чемпіонатів світу